# Аганесов, Александр Георгиевич
Аганесов Александр Георгиевич (род. 13 мая 1951, Москва) — российский травматолог-ортопед, вертебролог, доктор медицинских наук (1991), профессор (1994).

## Биография
Родился в русско-армянской семье. Семья отца, спасавшаяся от геноцида армян, бежала в феврале 1915 года на Кубань. Мать Людмила Николаевна была научным работником ВНИИсинтезбелок.
В 1974 году окончил Московский медицинский стоматологический институт, леч. ф-т.; клинический ординатор в НИИ СП им. Н. В. Склифосовского (1974—1976), 1976—1979 гг. — врач-травматолог ГКБ № 7.
С 1979 по 1994 гг. — младший — ведущий научный сотрудник лаборатории повреждений позвоночника и спинного мозга при кафедре травматологии, ортопедии и хирургии катастроф (прежнее название — кафедра травматологии, ортопедии и военно-полевой хирургии) ММА им. И. М. Сеченова (прежнее название — 1-й ММИ им. И. М. Сеченова);
С 1994 г. по 2002 г. — профессор кафедры травматологии, ортопедии и хирургии катастроф.
С марта 2002 г. — руководитель отделения хирургии позвоночника (травматологии-ортопедии) ФГБНУ РНЦХ им. акад. Б. В. Петровского.
С января 2003 по 2014 год — зав. курсом вертебрологии при кафедре травматологии и ортопедии ФППО ММА им. И. М. Сеченова, затем 1-го МГМУ им. И. М. Сеченова.
Труды посвящены хирургическому и консервативному лечению больных с заболеваниями и травмами позвоночника и спинного мозга. Впервые произвел удаление позвонков и укорочение позвоночника при травме спинного мозга. Являясь продолжателем школы Г. С. Юмашева создал свое направление в вертебрологии — малоинвазивную хирургию дегенеративных заболеваний позвоночника. Внедрил в России микрохирургическую дискэктомию по Caspar’у. Работал и стажировался в 1992 году в Германии (нейрохирургическая клиника University of Saarland, Homburg-Saar у доктора Wolfhard Caspar’а — автора методики микрохирургической дискэктомии), специализировался в Швейцарии. Был организатором первого АО курса по хирургии позвоночника в Москве. Работал в Мексике, Колумбии, Греции, Сирии, Ливане, Болгарии, Турции.
43 года занимается хирургическим и консервативным лечением больных с заболеваниями и травмой позвоночника и спинного мозга. Является членом правления Ассоциации хирургов-вертебрологов (RASS), членом общества травматологов-ортопедов Москвы и Московской области, членом AO Spine European Region. Член Северо-американского общества позвоночных хирургов (NASS). Академик РАЕН и РАМТН.
Около 200 научных публикаций, 3 монографий, 7 авторских свидетельств на изобретения, 5 патентов РФ, диплом на научное открытие РАЕН и международной ассоциации авторов научных открытий «Закономерность развития компрессии сосудисто-нервных образований в межпозвонковых каналах поясничного отдела позвоночника человека». Автор первой в России и СНГ монографии о микрохирургической дискэктомии «Хирургическая реабилитация корешкового синдрома при остеохондрозе поясничного отдела позвоночника». Соавтор национального руководства по хирургии позвоночника, руководства по хирургии плеча, трех учебников по травматологии и ортопедии.
Член специализированного ученого совета по защите докторских диссертаций 1-го МГМУ им. И. М. Сеченова (травматология-ортопедия), председатель специализированного Ученого совета ФГБНУ РНЦХ им.акад. Б. В. Петровского (хирургия). Член редакционной коллегии журнала «Хирургия позвоночника», редакционного совета «Политравма», член Европейской академии естественных наук (Europäische Akademie der Naturtwissenschaften)
17 лет был членом экспертного совета по хирургии ВАК РФ. За время работы в ФГБНУ РНЦХ им.акад. Б. В. Петровского внедрены все самые современные методики в хирургии позвоночника и спинного мозга. Разработаны авторские малоинвазивные операции для спондилодеза и вертебропластики. Под его руководством в Центре защищены 3 докторские и четыре кандидатские диссертации, руководит подготовкой ещё трех диссертаций (1-докторской, 2-х кандидатских).
Увлечения: дайвинг, велосипедный спорт, горные лыжи.

## Награды
1. Почётное звание и орден «Рыцарь науки и искусств»[13]
2. Орден Н.Пирогова,
3. Почетный знак В.Татищева[13],
4. «Ради общего блага»,
5. Медаль автора научного открытия,
6. Медаль Б. В. Петровского.